# Проточный (Краснодарский край)
Прото́чный — посёлок в Белореченском районе Краснодарского края России. Административный центр Первомайского сельского поселения.

## Географическое положение
Посёлок расположен на левом берегу реки Белой в 3 км выше по течению (юго-восточней) административного центра поселения — посёлка Первомайского.

## История
Посёлок Проточный Белореченского района зарегистрирован 28 октября 1958 года решением Краснодарского крайисполкома.

## Население
| 2002 | 2010 |
| ---- | ---- |
| 414  | ↘396 |

## Улицы
- ул. Гражданская,
- ул. Мира,
- ул. Привольная.

## Объекты культурного наследия
- Братская могила советских воинов Т. М. Веселкина, И. Я. Стрельца, А. Я. Олейника и четырёх мирных жителей, 1942—1943 годы, установлен памятный знак, 1955 год[6].